# 福島正之
福島正之（1585年－1608年）幼名八助，是安土桃山時代至江戶時代初期武將。
別所重宗的七男，但是因為叔父福島正則的嫡男福島正友（正長）夭折而成為正則的養嗣子。在慶長4年（1599年）與德川家康的養女滿天姬（實父是松平康元）結婚。在翌年的關原之戰出陣，進攻竹鼻城和岐阜城而立下軍功。
但是在慶長12年（1607年）被正則以「近來有諸多亂行，應該是有狂疾」來向江戶幕府提出控訴，於是被幽閉處分。這個控訴是正則為了讓實子福島忠勝繼承福島家而捏造的事件。在慶長13年（1608年）3月（或5月）餓死。享年24歲。戒名是宗光寺殿天英宗光大禪定門。墓所在三原市宗光寺。
與妻子滿天姬之間有誕下兒子，但是這個兒子在滿天姬返回娘家之際亦被帶回。滿天姬在後來嫁給津輕信枚，正之的兒子成為信枚的義弟，後來成為津輕氏家臣大道寺直英的婿養子並改名為大道寺直秀。